# Electronic Entertainment Expo 2021
La Electronic Entertainment Expo 2021, más conocida como E3 2021, fue la vigésimo sexta (y última) edición de la Electronic Entertainment Expo. El evento fue organizado por la Entertainment Software Association y tendrá una duración desde el 12 hasta el 15 de junio de 2021. Debido a la pandemia de COVID-19, el evento se llevó a cabo virtualmente en lugar del Centro de Convenciones de Los Ángeles como las anteriores E3.

## Formato
El E3 2021 sigue al evento cancelado del E3 2020 a causa de la pandemia de COVID-19, después de que la Entertainment Software Association (ESA) no lograra reprogramar el evento a tiempo. La ESA tenía la intención de realizar un evento en persona en 2021 como se indicó a los socios en abril de 2020, pero tuvo que modificar sus planes debido a las preocupaciones actuales sobre el COVID-19.
Para realizar el evento en línea, ESA creó una aplicación móvil y un portal en línea gratuito para que el público pueda seguir el evento. La aplicación y el portal permitieron el acceso a las exhibiciones de juegos, paneles de desarrolladores y conferencias de prensa. La ESA abrió los registros para el evento el 3 de junio del mismo año.

## Conferencias de prensa

### Ubisoft
Ubisoft llevó a cabo su evento de prensa en línea mediante un Ubisoft Forward el 12 de junio de 2021. La empresa presentó nueva información sobre Rainbow Six Extraction, Far Cry 6, Riders Republic y Assassin's Creed: Valhalla. Asimismo se revelaron los desarrollos de Rocksmith+ como un servicio de suscripción, Just Dance 2022 con un lanzamiento programado para el 4 de noviembre de 2021 disponible en todas las consolas, y Avatar: Frontiers of Pandora para 2022. Además se anunció que estaban trabajando en la secuela de Kingdom Battle, Mario + Rabbids: Sparks of Hope para Nintendo Switch con una fecha de estreno programada para 2022.

### Microsoft
Microsoft y Bethesda Softworks tuvieron una conferencia de prensa en conjunto el 13 de junio de 2021. Bethesda anunció la fecha de lanzamiento de Starfield, la fecha de estreno de Stalker 2 - Heart of Chernobyl, Back 4 Blood, Battlefield 2042, Age of Empires IV, y Diablo II - Resurrected. También se mostró un gameplay del título Forza Horizon 5, y la fecha de lanzamiento de Microsoft Flight Simulator en las consolas Xbox Series X/S. Además de información del contenido descargable de Sea of Thieves, y nueva información acerca de Halo Infinite, la compañía confirmó el desarrollo de la secuela de Plague Tale, A Plague Tale - Requiem, Slime Rancher 2, The Outer Worlds 2, y Redfall.

### Square Enix
Square Enix tuvo su evento de prensa el 13 de junio de 2021, en el que mostraron novedades de Babylon's Fall de PlatinumGames, Marvel's Avengers, Life Is Strange: True Colors, y de la remasterización de Legend of Mana. Además anunciaron que estaban trabajando en la remasterización de los primeros 6 juegos de la saga de videojuegos Final Fantasy, y Stranger Of Paradise: Final Fantasy Origin.

### Capcom
La presentación de Capcom fue el 14 de junio. Se mostraron novedades de Monster Hunter Rise, Resident Evil Village y The Great Ace Attorney Chronicles.

### Nintendo
Nintendo llevó a cabo un Nintendo Direct el día 15 de junio de 2021 a las 9 a. m. PDT, seguido de un Nintendo Treehouse Live con tres horas de gameplay de los títulos revelados previamente. Durante el Direct se anunció la incorporación de Kazuya perteneciente al videojuego Tekken al plantel de Super Smash Bros. Ultimate, el lanzamiento de Super Monkey Ball: Banana Mania en Switch, la fecha de lanzamiento de Shin Megami Tensei V, Dragon Ball Z: Kakarot, Mario Party Superstars. WarioWare: Get It Together!, Danganronpa, y Fatal Frame: Maiden of Black Water. Además Se dio a conocer el contenido del DLC de Age of Calamity, el desarrollo de Metroid Dread, y un nuevo tráiler de la secuela de Breath of the Wild. El evento de Nintendo se convirtió en la conferencia más vista del E3, superando los 3.1 millones de espectadores.